# Komodomys rintjanus
Komodomys rintjanus є видом пацюків з Індонезії.

## Поширення й екологія
Цей вид відомий лише з островів Рінджа, Падар, Ломблен і Пантар на Нуса-Тенгара, Індонезія. Ймовірно, він зустрічається на інших островах ланцюга Малих Зондів (наприклад, Комодо). Він представлений лише субвикопним матеріалом з Флореса, з відкладень віком 4000–3000 років. Цей вид потрапив у пастку на кам'янистому ґрунті під високими хащами та під галерейним лісом вздовж водотоків; скелі та тріщини серед скель можуть стати притулком для пацюків. Здається, він мешкає в сухих, колючих кущах, а не в середовищі проживання, добре представленої на самому Флоресі. Суб-скам'янілості можуть бути з минулих умов навколишнього середовища, коли відповідне середовище існування було більш поширеним. Він досить толерантний до людей і трапляється навколо садових ділянок.

## Загрози
Для цього виду немає серйозних загроз, хоча цілком можливо, що конкуренція з Rattus rattus може бути загрозою. Середовище проживання на цих островах відносно деградовано, але вони здаються пристосованими і все ще знаходяться в пастці. Рінджа і Падар входять до складу національного парку Комодо. Щоб визначити, чи зустрічається цей вид на Флоресі, потрібні оновлені зусилля з вилову. Недавні дослідження не змогли знайти вид, але вони були проведені тільки в лісових місцях проживання, а не в більш сухих місцях існування.